# Сукоби у Одеси 2014.
Сукоби између промајданских и антимајданских демонстраната избили су у јужном украјинском граду Одеси 2014. године, као реакција на Евромајдан. Сукоби су кулминирали 2. маја, када су стотине наоружаних проруских активиста напале марш јединства у центру града, што је довело до тога да су проукрајински милитанти запалили Дом синдиката у који су проруски милитанти били забарикадирани унутра. У сукобима је погинуло 46 антимајдановаца и два промајдановаца, а више од 200 људи је повређено.

## Почетак немира
Одеса, која је углавном русофона, била је сведок наставка немира током 2014. До 2.000 промајданских демонстраната марширало је на зграду регионалне државне администрације (РСА) у Одеси 26. јануара, али су их одбили провладине присталице и општинске барикаде. Општинска управа Одесе је 28. јануара утврдила РСА бетонским блоковима да би спречила даље упаде. Сукоби између демонстраната Евромајдана и Антимајдана су настављени током наредног месеца, а 19. фебруара је око 100 неидентификованих мушкараца са маскама и шлемовима, наоружаних бејзбол палицама, напало демонстрације за Мајдан. У сукобима су повређена три новинара и два сниматеља. Одређени број руских националистичких група (Одесска Друзхина, Анти-Маидан) је био активан током читавог периода и активно су их подржавали високи руски политичари као што је Сергеј Глазјев.
Након што су демонстранти Евромајдана свргнули председника Виктора Јануковича крајем фебруара, у Одеској области су почеле појачане тензије између евромајданских и антимајданских демонстраната. Полиција је известила да је 5.000 људи учествовало у проруским демонстрацијама у граду Одеси 1. марта. Демонстрације су настављене; 3. марта 2014, 200–500 демонстраната са руским заставама покушало је да заузме зграду РСА у Одеси. Тражили су да се одржи референдум о успостављању „Одеске аутономне републике“.
У међувремену, у граду је такође одржано неколико конкурентских промајданских демонстрација. Дана 30. марта, у Одеси је одржан промајдански протест од 5.000 људи.
Руски ултранационалиста Антон Рајевски је 30. марта ухапшен и депортован из града због организовања проруских субверзивних група, наводно за руску владу. Материјали заплењени од Рајевског позивали су на уништење Украјинаца и Јевреја у региону и на руску војну интервенцију.
Интернет група у Одеској области је 16. априла прогласила Народну Републику Одеску. Чланови одеске протестне групе против Мајдана касније су се заклели да нису давали такву изјаву, а лидери групе су рекли да су о томе чули само преко медија. Специјална посматрачка мисија ОЕБС-а у Украјини је касније потврдила да је ситуација у Одеси остала мирна. Локални антимајдански и проевромајдански лидери у Одеској области изразили су скептицизам у вези са Женевским саопштењем о Украјини од 20. априла. Лидери антимајдана су инсистирали на томе да нису циљали на отцепљење, већ на успостављање шире федералне државе под називом „Новоросија“ унутар Украјине.
Ручна бомба је бачена из аутомобила у пролазу на контролни пункт самоодбране полиције и Мајдана у близини Одесе 25. априла, при чему је повређено седам људи, што је изазвало повећане тензије у региону.

### Галерија
- Провладина и демонстранти са нацистичким симболима у Одеси, 9. марта 2014.
- Антивладине демонстрације у Одеси, 13. априла 2014
- Антивладини и проруски милитанти „Одеска дружина“ у логору Дома синдиката 14. априла
- Антивладини активисти против нацистичких симбола
- Знак антивладиног демонстранта: „Команданту и особљу мариупољске војне јединице 3057, они који су стрељали ненаоружане људе су неизбрисив грех! Вечно проклетство!“

## Сукоби 2. маја у центру града и пожар у Дому синдиката
Дана 2. маја 2014. године, као део растућих немира у Украјини након украјинске револуције 2014. године, на улицама Одесе су избили вишеструки сукоби између промајданских и антимајданских група. Два про-Мајдан активиста и четири анти-Мајдан активиста убијени су из ватреног оружја током сукоба на улицама. Ови сукоби су кулминирали великим окршајем испред Дома синдиката, обележја Одесе који се налази на Куликовом пољу у центру града. Та зграда је тада запаљена, што је резултирало смрћу четрдесет два проруска активиста који су се у њој скривали. Догађаји су били најкрвавији грађански сукоб у Одеси од 1918. године.
Детаљан распоред догађаја из минута у минут саставила је „Група 2. мај“, организација од 13 локалних новинара и експерата који истражују трагедију на волонтерској основи. Прва верзија временске линије је објављена 2014. године и ажурирана верзија 2016. године. Према Гардијану, већина онога што се данас зна о трагедији је захваљујући истрази Групе 2. маја заснованој на анализи аматерских снимака и интервјуима са сведоцима.

### Догађаји
Митинг у 14:00 сати за национално јединство одржан је на Тргу Соборнаја око 1.500 људи, међу којима је било много навијача ФК Чорноморец Одеса и ФК Металист Харков, као и неки десничарски припадници Десног сектора и многи обични људи. Заједнички походи међу љубитељима спорта су редовна традиција пред све фудбалске утакмице у окружењу. Док су марширали низ Дерибасивску улицу, навијачи оба тима су заједно певали химну Украјине, скандирали патриотске пароле попут „Одеса, Харков, Украјина“ и певали друге песме против руског председника Владимира Путина. Посматрачи ОЕБС-а су известили да су видели око стотину активиста који се залажу за јединство у камуфлажи са палицама и штитовима који учествују у маршу.
Присутни су претходно рекли новинарима да су преко друштвених мрежа сазнали да „присталице антимајдана позивају све да се окупе и разбију марш уједињења“. Једна од страница позива њихове присталице у Одеси да „преузму Доњецк“, „позивање на проруске нападе који су се десили против промајданских демонстраната у Доњецку неколико дана раније“. Летак у коме се наводи да ће проруске групе „бранити Одесу од погрома“ подељен је по граду пре митинга.

#### Ескалација у сукобе
Према украјинским тврдњама, овај скуп је касније напала проруска руља од 300 људи из групе Одескаја дружина наоружана палицама и ватреним оружјем у Хретској улици. Обе стране су водиле битке једна против друге, размењујући камење и бензинске бомбе, а током поподнева су градиле барикаде широм града. Према ОХЦХР-у, обе стране су имале разне врсте шлемова, маски, штитова, секира и дрвених или металних палица и ватреног оружја.
Према ОмТВ-у, углавном је било ваздушних пиштоља, а прво стварно употребљено ватрено оружје донео је активиста Антимајдана Виталиј Будко („Боцман“) који је отворио ватру из пушке АК-74 користећи 5,45 метака. Сведоци су истакли да је пуцао иза полицијске линије, ефективно прикривен од стране полиције. Прва жртва био је Игор Иванов, који је погинуо од метка калибра 5.45. Неколико хитаца испаљено је са крова тржног центра Афина да би се оборило на масу. Будко је касније напустио лице места колима Хитне помоћи заједно са командиром полиције Дмитријем Фучеџијем (рус. Дмитрий Фучеджи). Потом су проруски активисти „Антмајдана” тврдили да је Будко користио празне метке или, у другој верзији, реплику за ерсофт. Међутим, анализа видео снимака „Групе 2. маја“ је показала да је Будко заиста користио прави АК-74 са живим мецима. Фучеџи је убрзо након тога побегао у Русију и добио руско држављанство, док су руски органи за спровођење закона одбили било какву правну помоћ украјинској истрази о његовој улози у трагедији.
Видео снимци убиства Иванова, који су се брзо ширили друштвеним мрежама, били су – према речима људи које је ОмТВ интервјуисала – прекретница у сукобу и резултирали су уношењем великог броја молотовљевих коктела, додатног ваздушног оружја и ловачких пушака у сукоб. Четворица антимајданових активиста умрла су од ватреног оружја убрзо након тога на Хретској површини: Јевгениј Лосински, Александар Жулков, Николај Јаворски – од ловачких метака и Генадиј Петров – од 5,6 метака
.

#### Пожар у Дому синдиката
Чим се прочуло о нападу проруских демонстраната, на друштвеним мрежама се појавио позив промајданских демонстраната да оду на Куликово поље и униште антимајдански логор. Као резултат тога, проруска гомила је касније била преплављена промајданским демонстрантима, а њихов логор испред зграде Дома синдиката је запаљен. То је приморало проруске активисте да уђу у ту зграду и заузму је. Зграда је висока пет спратова и седиште је Одеског регионалног савеза синдиката. Налази се на Куликовом пољу, у центру града.
Извештаји о тачном редоследу догађаја који су уследили разликују се између различитих извора, укључујући неколико потврђених лажних извештаја који се шире друштвеним мрежама. Док су бранили зграду, милитанти на крову бацали су камење и бензинске бомбе на демонстранте испод. У извештају украјинске независне информативне агенције (УНИАН) се наводи да је промајданска гомила почела да баца бензинске бомбе у зграду након што је на њу пуцала проруска група. ББЦ Њуз је саопштио да је ситуација нејасна, а више извора указује да су обе стране једна на другу бацале бензинске бомбе. Један очевидац је за Би-Би-Си рекао да је пожар избио на трећем спрату када је бензинска бомба бачена на затворени прозор из унутрашњости зграде, а Кијев пост је јавио да је неколико запаљених боца које су активисти украјинског јединства држали напољу бачено на предњи улаз, и кроз прозоре на другом и четвртом спрату. Званична истрага коју је спровело украјинско Министарство унутрашњих послова наводи да иако у згради није пронађено ватрено оружје, они на крову су пуцали на гомилу испод и случајно запалили зграду док су бацали бензинске бомбе одозго. Један од промајдановских демонстраната кога је (нефатално) упуцао снајпериста из зграде синдиката био је Андреј Красилников, руски држављанин и активиста Евромајдана.
Без обзира на то ко је подметнуо пожар, познато је да је букнуо на другом и трећем спрату зграде, да се брзо проширио. Ватрогасци су споро реаговали, стигли су сат времена након што је пожар избио. На лице места упућено је 13 јединица ватрогасно-спасилачке технике, које су онемогућане у раду због великог броја људи окупљених око зграде. Педесет проруских активиста је остало на крову, забарикадирали су се и одбијали да оду. Неки од оних који су покушали да побегну из ватре били су подметнути и претучени током покушаја бекства од стране неких демонстраната украјинског јединства, док су други демонстранти спасили неколико десетина људи у собама на другом и трећем спрату. Неки испред зграде су узвикивали „запалите Колораде, палите“, позивајући се на погрдни израз за проруске активисте који носе траку Светог Ђорђа. Демонстранти локалног промајданског јединства рекли су да нико у промајдан покрету у Одеси није познавао људе који су виђени како узвикују такве слогане испред запаљене зграде.

#### Жртве
Званичан списак убијених током догађаја украјинске власти и даље држе у тајности. Незванично, имена свих жртава су установили новинари и објавили локални медији: Думскаја и Тајмер. Према извештају УН ОХЦХР-а, 42 особе су погинуле у пожару који је избио у Дому синдиката: 32 од тровања угљен-моноксидом, а 10 након што су скочили са прозора да би избегли пламен. Радило се о 34 мушкарца, седам жена и младићу од 17 година, сви – било присталице анти-Мајдана или људи који су се затекли на месту инцидента. Раније истог дана из ватреног оружја на Хретском тргу убијено је шест особа: четири антимајдановске и две присталице Евромајдана. Укупно је 48 људи погинуло у једном дану од последица сукоба. Особље болнице је саопштило да је 174 повређено, а 25 у критичном стању. Пријављено је да су 172 особе ухапшене као резултат сукоба, а полиција је привела 38 активиста антимајдана након што су евакуисани из запаљене зграде; већина њих је била тешко повређена.
На дан догађаја појавиле су се гласине да је од погинулих у пожару петнаестак руских држављана, а петоро из Придњестровља. Министарство унутрашњих послова је оповргло ове гласине пошто идентитет већине жртава 2. маја није утврђен. Каснији извештаји су показали да ниједна од идентификованих жртава није из Русије или Придњестровља. Од 48 убијених људи, 46 је било из Одесе или Одеске области, један из Николајевске области и један из Винице.

#### Последице
Град Одеса је саопштио да ће бити одржана тродневна жалост у част оних који су изгубили животе у сукобима. Украјински привремени председник Олександар Турчинов је следио њихов пример, прогласивши дводневну националну жалост за погинулима у сукобима, такође и они који су погинули током владине контраофанзиве у Доњецкој области.
И проруски и промајдански демонстранти окупили су се испред запаљеног Дома синдиката дан након сукоба. Отприлике 2.000 проруских демонстраната окупило се напољу, скандирајући: „Одеса је руски град“. Дошло је до јаког присуства полиције и мањих туча између демонстраната. У још једном избијању немира, седиште Министарства унутрашњих послова у Одеси напало је 4. маја неколико стотина проруских активиста. Првобитно као протест, догађаји су касније постали насилни када су маскирани демонстранти са импровизованим оружјем почели да разбијају прозоре и насилно отварају капије. У покушају да пацификују демонстранте, званичници у згради су ослободили између 30 и 67 оних који су ухапшени након сукоба. На другим местима у граду, присталице федерализације напале су украјинског извештача за вести Канал 5. Митинг од неколико стотина промајдановских активиста прошетао је до места пожара, подигло украјинску заставу са централног стуба и одало почаст жртвама минутом ћутања.
Као одговор на сукоб, гувернер Одесе Немировски је најавио формирање батаљона територијалне одбране војске који ће се регрутовати да брзо успостави ред у региону.
Дана 7. маја 2014. Немировски је оптужио Александра Дубовог за организацију сукоба у Одеси. У јулу је суд наложио Немировском да оповргне овај лажни извештај.